# تلوث الهواء المنزلي

نسبة الوفيات حسب البلد من تلوث الهواء المنزلي في عام 2017.

يعد تلوث الهواء المنزلي (HAP) شكلاً هامًّا من أشكال تلوث الهواء الداخلي يتعلق في الغالب بطرق الطهي والتدفئة المستخدمة في البلدان النامية. نظرًا لأن معظم الطهي يتم باستخدام وقود الكتلة الحيوية، على شكل خشب وفحم وروث وبقايا المحاصيل، في البيئات الداخلية التي تفتقر إلى التهوية المناسبة، يواجه ملايين الأشخاص، وخاصة النساء والأطفال، مخاطر صحية خطيرة. في المجموع، يتأثر حوالي ثلاثة مليارات شخص في البلدان النامية بهذه المشكلة. تقدر منظمة الصحة العالمية (WHO) أن التلوث المرتبط بالطبخ يسبب 3.8 مليون حالة وفاة سنوية. قدرت دراسة العبء العالمي للأمراض عدد الوفيات في عام 2017 بنحو 1.6 مليون. ترتبط المشكلة ارتباطًا وثيقًا بفقر الطاقة والطهي.
عادةً ما يحتوي الدخان الناتج عن احتراق الوقود الصلب المنزلي التقليدي على مجموعة من منتجات الاحتراق غير الكامل، بما في ذلك الجسيمات الدقيقة والخشنة (على سبيل المثال، PM 2.5، PM 10)، وأول أكسيد الكربون (CO)، وثاني أكسيد النيتروجين (NO2)، وثاني أكسيد الكبريت (SO2)، ومجموعة متنوعة من ملوثات الهواء العضوية.
تميل الحلول القائمة على التكنولوجيا لهذه المشكلة إلى التركيز على توفير مواقد الطهي المحسنة على الرغم من أن التغييرات السلوكية يمكن أن تكون مهمة أيضًا.

## وصف المشكلة ومقياسها

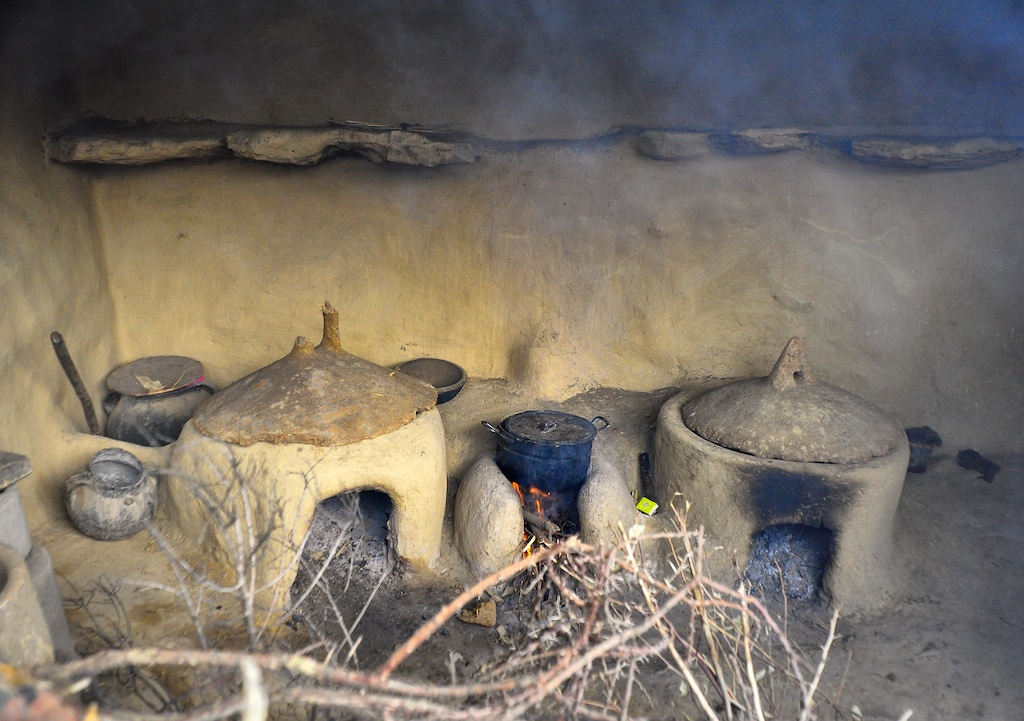
مواقد الحطب التقليدية التي تسبب تلوث الهواء المنزلي.

يعتمد ثلاثة مليارات شخص في البلدان النامية على وقود الكتلة الحيوية، على شكل خشب وفحم وروث وبقايا المحاصيل ، كوقود للطهي والتدفئة المنزلي. نظرًا لأن معظم عمليات الطهي يتم إجراؤها في الداخل في بيئات تفتقر إلى التهوية المناسبة، فإن ملايين الأشخاص، وخاصة النساء والأطفال، يواجهون مخاطر صحية خطيرة. تشمل المصادر الرئيسية للتلوث الداخلي الاحتراق ومواد البناء. على الصعيد العالمي، نُسبت 4.3 مليون حالة وفاة إلى التعرض لـ IAP في البلدان النامية في عام 2012، معظمها في البلدان المنخفضة والمتوسطة الدخل. تتحمل منطقتي جنوب شرق آسيا وغرب المحيط الهادئ معظم العبء مع 1.69 و 1.62 مليون حالة وفاة على التوالي. ما يقرب من 600000 حالة وفاة تحدث في أفريقيا، 200000 في منطقة شرق البحر الأبيض المتوسط، 99000 في أوروبا و 81000 في الأمريكتين. تحدث حالات الوفاة المتبقية البالغ عددها 19000 حالة في البلدان ذات الدخل المرتفع.
على الرغم من أن معدل الاعتماد على وقود الكتلة الحيوية آخذ في الانخفاض، فإن هذا المورد المتضائل لن يواكب النمو السكاني الذي قد يعرض البيئات في نهاية المطاف لخطر أكبر.
على مدى العقود العديدة الماضية، كانت هناك العديد من الدراسات التي تبحث في تلوث الهواء الناتج عن احتراق الوقود الصلب المنزلي التقليدي لتدفئة الأماكن والإضاءة والطهي في البلدان النامية. من الثابت الآن أنه، في معظم أنحاء العالم النامي، يؤدي الاحتراق الداخلي للوقود الصلب (الكتلة الحيوية، والفحم، وما إلى ذلك) بواسطة أجهزة الاحتراق غير الفعالة، والتي غالبًا ما تكون تهوية غير كافية، إلى زيادة التعرض لملوثات الهواء المنزلية. ويرجع ذلك إلى ضعف كفاءة الاحتراق لأجهزة الاحتراق والطبيعة المرتفعة للانبعاثات. بالإضافة إلى ذلك، غالبًا ما يتم إطلاق سراحهم مباشرة في مناطق المعيشة. عادةً ما يحتوي الدخان الناتج عن احتراق الوقود الصلب المنزلي التقليدي على مجموعة من منتجات الاحتراق غير الكامل، بما في ذلك الجسيمات الدقيقة والخشنة (على سبيل المثال، PM 2.5 ،PM 10 )، وأول أكسيد الكربون (CO)، وثاني أكسيد النيتروجين (NO 2 )، وثاني أكسيد الكبريت (SO 2 ) ومجموعة متنوعة من ملوثات الهواء العضوية (على سبيل المثال، الفورمالديهايد، 1.3-بوتادين، البنزين، الأسيتالديهيد، الأكرولين، الفينولات، البيرين، البنزوبيرين، البنزو (أ) البيرين، ثنائي بنزوبيرين، ثنائي بنزوكربازول، وكريسول). في موقد الوقود الصلب النموذجي، يُحول حوالي 6-20٪ من الوقود الصلب إلى انبعاثات سامة (بالكتلة). تُحدد الكمية الدقيقة والتركيب النسبي بواسطة عوامل مثل نوع الوقود ومحتوى الرطوبة ونوع الموقد والتشغيل الذي يؤثر على الكمية.
نُشرت في يناير 2023 طرق لتحسين تلوث الهواء الداخلي عند استخدام موقد الغاز، والتي ترتبط بزيادة خطر الإصابة بالربو والأمراض المحتملة الأخرى، في صحيفة نيويورك تايمز.

## التأثيرات الصحية
ركزت معظم القياسات على مستويات التعرض في منطقة التنفس للمواد الجسيمية (PM) وأول أكسيد الكربون (CO)، وهما المنتجان الرئيسيان للاحتراق غير الكامل ويعتبران من أكبر المخاطر الصحية. أُبلغ باستمرار عن مستويات التعرض للجسيمات في الأماكن المغلقة 2.5 في نطاق من مئات إلى آلاف ميكروغرام لكل متر مكعب (ميكروغرام / م 3). وبالمثل، قيست مستويات التعرض لثاني أكسيد الكربون لتصل إلى مئات إلى أكثر من 1000 ملليغرام لكل متر مكعب (مجم / م 3). أفادت دراسة حديثة أجريت على 163 أسرة في مقاطعتين ريفيتين صينيتين أن المتوسط الهندسي للجسيمات 2.5 في الأماكن المغلقة يبلغ 276 ميكروغرام / م 3 (مجموعات من المواد النباتية المختلفة، بما في ذلك الخشب وسيقان التبغ وكوز الذرة)، 327 ميكروغرام / م 3 (الخشب)، 144 ميكروغرام / م 3 (فحم مدخن)، و 96 ميكروغرام / م 3 (فحم بدون دخان) للمنازل التي تستخدم مجموعة متنوعة من أنواع الوقود المختلفة وتكوينات المواقد (على سبيل المثال، ذات فتحات تهوية، غير مهواة، محمولة، حفرة نار، موقد تهوية مختلط).
كان ريف كينيا موقعًا للعديد من مشاريع البحوث التطبيقية لتحديد شدة الانبعاثات التي تحدث عادةً من استخدام وقود الكتلة الحيوية، وخاصة الخشب والروث ومخلفات المحاصيل. ينتج الدخان عن الاحتراق غير الكامل للوقود الصلب الذي تتعرض له النساء والأطفال لمدة تصل إلى سبع ساعات كل يوم في بيئات مغلقة. تختلف هذه الانبعاثات من يوم لآخر ومن موسم إلى آخر مع تغيرات في كمية تدفق الهواء داخل المسكن. إن التعرض في المنازل الفقيرة يتجاوز بكثير مستويات الأمان المقبولة بما يصل إلى مائة مرة. نظرًا لأن العديد من النساء الكينيات يستخدمن حريقًا مكونًا من ثلاثة أحجار، وهو الأسوأ، فإن كيلوغرامًا واحدًا من الخشب المحترق ينتج جزيئات صغيرة من السخام يمكن أن تسد وتهيج ممرات الشعب الهوائية. يحتوي الدخان أيضًا على غازات سامة مختلفة مثل الألدهيدات والبنزين وأول أكسيد الكربون. إن التعرض لـ IAP من احتراق الوقود الصلب متورط، بدرجات متفاوتة من الأدلة، كعامل مسبب لعدة أمراض. تعد التهابات الجهاز التنفسي السفلي الحادة (ALRI) ومرض الانسداد الرئوي المزمن (COPD) من الأسباب الرئيسية للمرض والوفاة من التعرض للدخان. يشتبه أيضًا في إعتام عدسة العين والعمى وسرطان الرئة والسل والولادات المبكرة وانخفاض الوزن عند الولادة.

## النساء والفتيات
تتحمل النساء والفتيات إلى حد كبير مسؤولية جمع حطب الوقود للطهي في معظم الأسر، لا سيما في المجتمعات الريفية وفي مخيمات اللاجئين. كما تشكل النساء والفتيات غالبية الوفيات الناجمة عن تلوث الهواء المنزلي. ثبت أن استبدال مواقد الكيروسين / الحطب التقليدية بمواقد الإيثانول الأنظف في نيجيريا يخفف من نتائج الحمل السلبية من HAP.

## اقتراب

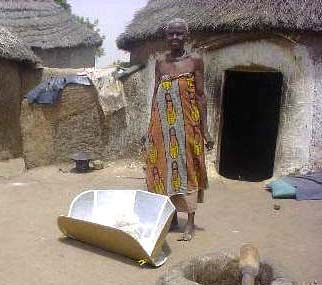
تستخدم المواقد الشمسية ضوء الشمس كمصدر للطاقة للطبخ في الهواء الطلق.

### التدخلات المبكرة
إن إيجاد حل ميسور التكلفة لمعالجة الآثار العديدة للعمليات داخل المنزل - تحسين الاحتراق، وتقليل التعرض للدخان، وتحسين السلامة وتقليل العمالة، وخفض تكاليف الوقود، ومعالجة الاستدامة - لسوء الحظ هو أمر معقد ويحتاج إلى تحسين مستمر. كانت الجهود المبذولة لتحسين مواقد الطهي في الماضي، والتي بدأت في الخمسينيات من القرن الماضي، تهدف في المقام الأول إلى تقليل إزالة الغابات دون أي اهتمام بـ IAP، على الرغم من أن فعالية هذه الجهود لتوفير الحطب أمر قابل للنقاش. المحاولات المختلفة كانت لها نتائج مختلفة. على سبيل المثال، أدت بعض تصميمات المواقد المحسّنة في كينيا إلى خفض انبعاثات الجسيمات بشكل كبير ولكنها أنتجت انبعاثات ثاني أكسيد الكربون وثاني أكسيد الكبريت أعلى. كان من الصعب تصميم مداخن إزالة الدخان وكانت هشة.

### نجاح محسّن
ومع ذلك، فإن التدخلات المحسّنة الحالية تشمل أغطية الدخان التي تعمل بنفس الطريقة التي تعمل بها المداخن، لاستخراج الدخان، ولكن وجد أنها تقلل مستويات IAP بشكل أكثر فعالية من المنازل التي تعتمد فقط على النوافذ للتهوية. تتضمن بعض ميزات المواقد المحسّنة حديثًا مدخنة، وإحاطة النار للاحتفاظ بالحرارة، وتصميم حامل وعاء لزيادة نقل الحرارة إلى أقصى حد، ومخمدات للتحكم في تدفق الهواء، وإدخال خزفي لتقليل فقد الحرارة، وأنظمة متعددة الأواني للسماح بالطهي المتعدد أطباق.
من المعروف الآن أن المواقد هي واحدة من أقل الوسائل تكلفة لتحقيق الهدف المشترك المتمثل في تقليل العبء الصحي لـ IAP وفي بعض المناطق تقليل الإجهاد البيئي الناجم عن حصاد الكتلة الحيوية. حُقق بعض النجاح في تركيب التدخلات، بما في ذلك مواقد الطهي المحسنة، في المقام الأول بسبب نهج متعدد التخصصات الذي يشمل العديد من أصحاب المصلحة. لقد اكتشفت هذه المشاريع أنه يجب معالجة القضايا الاجتماعية والاقتصادية الرئيسية لضمان نجاح برامج التدخل. تشير العديد من المشكلات المعقدة إلى أن المواقد المحسنة ليست مجرد أداة لتوفير الوقود.

### خيارات الطاقة المستدامة
لا يكون احتراق الكتلة الحيوية على نطاق واسع ممكنًا إلا إذا نُفذ بطريقة مستدامة. يعتبر الاهتمام بالغ الأهمية لتجديد مصادر خشب الوقود المتجددة والمستدامة إذا كان سيظل متاحًا على المدى الطويل. يمكن أن تشمل محاولات الحلول المستدامة في كينيا تطوير محاصيل الطاقة (الأشجار والشجيرات) التي ستوفر أيضًا دخلاً إضافيًا للمزارعين. من شأن هذا الحل أن يفيد الأراضي الزراعية أو المراعي المعرضة للتعرية والفيضانات لأن أنظمة الجذور وفضلات الأوراق ستعزز استقرار التربة. سيكون الاختيار الدقيق للأصناف المتجددة أكثر استدامة لأن استقرار التربة لا يتأثر بسبب الحراثة والغرس. ينظر بعض الناس إلى هذا الحل على أنه وسيلة لاستغلال الغابات بشكل أكبر، ولكن مع الإدارة السليمة لموارد الغابات ، يمكن أن يكون هذا حلاً قابلاً للتطبيق.
يمكن تقييم تكنولوجيا الوقود ومواقد الطهي على عاملين: كفاءة الطاقة والانبعاثات في المنزل. يمكن للمواقد عالية الأداء والكفاءة تحسين النتائج البيئية إلى حد ما حتى مع الوقود غير النظيف (مثل الحطب والكتلة الحيوية). وفقًا لدراسة تقارن تأثيرات دورة الحياة البيئية والاجتماعية والاقتصادية لوقود الطهي، مع مواقد أكثر كفاءة "يتم تحويل المزيد من قيمة تسخين الوقود إلى طاقة طهي مفيدة، وبالتالي يجب إنتاج وقود أقل ونقله وحرقه إلى تقديم نفس القدر من الطهي ".
تشمل الخيارات المستدامة الأخرى الوقود السائل والغاز الذي يتم حرقه في مواقد ذات كفاءة عالية الأداء. على سبيل المثال، الإيثانول المنتج من المواد الأولية السليلوزية / غير الغذائية (الخشب، المخلفات الزراعية) له تأثيرات أقل على دورة الحياة البيئية مقارنة بالإيثانول المنتج من السكر ومواد النشا. على الرغم من أن غاز البترول المسال مصنوع من الوقود الأحفوري غير المتجدد، إلا أنه لا يزال له تأثيرات صحية سلبية أقل من الوقود التقليدي - وبالتالي على الرغم من أنه ليس بديلاً مستدامًا، إلا أنه يخلق تأثيرات انبعاثات أقل بكثير من الوقود التقليدي.

## التحديات
إمداد
توجد مقايضات بين الكفاءة والاستدامة على جانب العرض في مواقد الطهي وسوق الوقود. في حين أن تطوير مواقد الطهي التي تستخدم مصادر وقود فعالة ونظيفة يعد أمرًا مثاليًا بيئيًا، إلا أنه غالبًا لا يكون حلاً قابلاً للتطبيق بسبب العوائق التي تحول دون زيادة إنتاج واستهلاك هذه الأنواع من الوقود. على سبيل المثال، يُستشهد بالمواقد الكهربائية كبدائل "نظيفة" خالية من الانبعاثات للكتلة الحيوية على مستوى الأسرة. ومع ذلك، لا تزال العوامل الخارجية السلبية موجودة - لا يزال تلوث الهواء المحيط في المناطق القريبة من محطات الطاقة يشكل خطرًا على الصحة، في حين أن توليد الكهرباء في الهند والصين (البلدان التي تعتمد إلى حد كبير على الفحم لتوليد الكهرباء) لا يزال يشكل مخاطر بيئية كبيرة. علاوة على ذلك، فإن الأسر المتصلة بشبكة الكهرباء في بلد ما أو منطقة ما هي الوحيدة التي ستحصل على الكهرباء لاستهلاك الطاقة المنزلية، وبالتالي استبعاد مساحة كبيرة من المجتمعات الريفية.

### يطلب
توجد تحديات من حيث تهيئة بيئة مواتية لاقتناء مواقد الطهي. يعد دمج تقنيات تغيير السلوك الحساسة ثقافيًا (BCTs) في تدخلات الطلب أمرًا ضروريًا لتعزيز تغيير السلوك على نطاق واسع، كما هو موضح أدناه. الجانب الآخر المحظور لتدخلات مواقد الطهي التي لا تتضمن توفيرًا أبويًا جيدًا هو التكاليف المرتفعة المسبقة للمواقد المحسّنة. غالبًا ما يكون المستهلكون في أسفل هرم الدخل هم المستخدمين النهائيين المستهدفين لهذه التقنيات المحسّنة، ولكن نظرًا لنقص الضمانات أو العزلة، لا يمكنهم الوصول إلى الأشكال التقليدية للتمويل والائتمان الاستهلاكي. الابتكارات في نماذج الأعمال والتكاثر المتزايد لمؤسسات التمويل الأصغر (MFIs) تعالج هذه القضايا - ومع ذلك، مؤسسات التمويل الأصغر تواجه تحديات التوسع.

### تدخل الحكومة

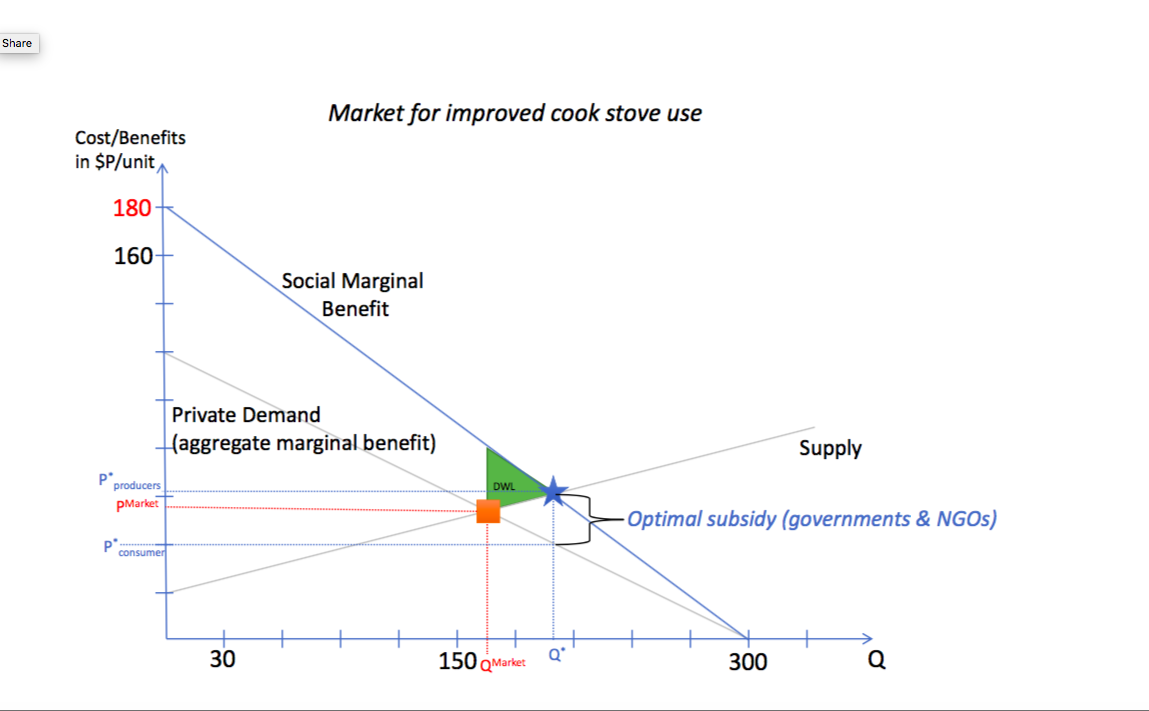
العوامل الخارجية الإيجابية للاستهلاك من استخدام مواقد الطهي المحسنة ، والتي تبرر التدخل الخارجي

بالنظر إلى العوامل الخارجية السلبية المرتبطة بتكنولوجيا مواقد الطهي غير النظيفة - التأثير السلبي على النساء والفتيات؛ نقص الاستدامة البيئية؛ وزيادة خطر الإصابة بالأمراض المرتبطة بمتلازمة نقص المناعة المكتسب (HAP) - هناك مبرر قوي للتدخل الحكومي. على سبيل المثال، يمكن أن يتمثل أحد أشكال التدخل في الإعانات المباشرة المرتبطة بالتأثيرات الصحية والمناخية - على سبيل المثال، الإعانات الموجهة لأسواق الكربون. كما أن توفير السلع العامة مثل تعليم المستهلك والوصول إلى التمويل الاستهلاكي من شأنه أن يكون تدخلات مفيدة. إن الإعانات المقدمة للاستثمار في البحث والتطوير للتكنولوجيات والوقود الأنظف، وكذلك لتنفيذ معايير أساسية وإطار اختبار للنظافة والكفاءة (أيضًا توفير سلعة عامة)، أمر ضروري لإنشاء سلسلة توريد فعالة ومستدامة.

## التطورات الخاصة بمواقد الطهي المحسنة
كانت هناك تطورات كبيرة في حلول الطهي الموفرة للطاقة ( مواقد الطهي المحسنة )، مثل Wonderbag، والتي يمكن أن تقلل بشكل كبير من متطلبات الوقود للطهي المنزلي. سمحت التحسينات في التكنولوجيا باستخدام حلول طهي أكثر استدامة مع أنواع الوقود التقليدية، مثل موقد بيولايت المنزلي، وهو موقد الكتلة الحيوية الذي يقلل من استهلاك الوقود بنسبة 50٪ والانبعاثات بنسبة تصل إلى 95٪. كما سمحت الابتكارات في نماذج الأعمال لموردي مواقد الطهي "بتحسين اقتصاديات كل من المصنع والمستخدم النهائي بشكل كبير، مع تحقيق مستويات عالية من الفوائد الصحية والبيئية". على سبيل المثال، Inyeneri هي شركة طاقة هادفة للربح في رواندا تعمل بشكل أكبر كـ "شركة مرافق وقود الطهي". يعالج نموذجها بنجاح عددًا من المشكلات المتعلقة بتبني المواقد، بما في ذلك تكاليف المواقد العالية الباهظة، وميل المستهلك إلى الجمع بين حلول الطهي الجديدة والقديمة، والافتقار إلى الجدوى التجارية لهذه الشركات. بالإضافة إلى ذلك، سمحت الابتكارات في تكنولوجيا الهاتف المحمول لشركات مثل PayGo Energy في كينيا و KopaGas في تنزانيا بالتغلب على حاجز التكلفة الذي يواجهه المستهلكون ذوو الدخل المنخفض، بما في ذلك التكلفة العالية المقدمة للمواقد وعدم إمكانية شراء الوقود بكميات صغيرة (شكل من أشكال عقوبة الفقر). بدأت مؤسسات التمويل الأصغر أيضًا في تحويل انتباهها إلى الحصول على الطاقة النظيفة، كما يتضح من نجاح برنامج التمويل الأصغر للطاقة المتجددة والمشاريع الصغيرة (REMMP) الذي تموله الوكالة الأمريكية للتنمية الدولية.
يجب تكثيف الجهود الوطنية والدولية لتقديم حلول قصيرة وطويلة الأجل لملايين النساء والأطفال الذين يعانون من الفقر والمرض نتيجة لتلوث الهواء الداخلي. يتوقع العلماء أن تكون القارة الأفريقية أول من يختبر آثار الاحتباس الحراري حيث سيؤدي انتشار الفقر إلى تعريض الملايين لمخاطر إضافية بسبب محدودية قدراتهم على التكيف. إن الإمكانات كبيرة بالنسبة لأفريقيا أكثر استدامة مع التزام من داخل المنطقة وخارجها. يعد الالتهاب الرئوي السبب الأول لوفاة الأطفال في العالم، ويعد تلوث الهواء الداخلي عامل خطر شديد الأهمية للإصابة بالالتهاب الرئوي الحاد. حدد المجتمع الصحي العالمي يوم 2 نوفمبر ليكون اليوم العالمي للالتهاب الرئوي من أجل زيادة الوعي بالمرض وأسبابه.

## تدخلات التعليم وتقنيات تغيير السلوك
يمكن أن يساهم التدخل التعليمي في الحد من التعرض للدخان من خلال تنفيذ تقنيات تغيير السلوك التي تعرض الناس للمخاطر وتشجيع الرغبة في تغيير الممارسات الحية والثقافية التي يمكن أن يكون لها تأثير كبير على التخفيف من التعرض ل IAP. تغيير السلوك هو أحد جوانب التأثير على الطلب الذي يمكن تحقيقه من خلال حملات التسويق الاجتماعي المستهدفة، والتي عادة ما تكون من نوعين: إما حملات السوق الشامل أو النهج المركزة على المستوى المحلي والأسري التي تستخدم المظاهرات وزيارات المتابعة. تشير الدراسات إلى أن حملات التسويق الجماهيري تؤدي في الواقع إلى زيادة الوعي بمخاطر تلوث الهواء المنزلي، ولكنها غالبًا ما تفشل في زيادة مشتريات المواقد المحسّنة.
يجب أن تُصمم هذه التدخلات مع العلم بأن "احتياجات المستهلك وتفضيلاته معقدة وتتأثر بالعديد من العوامل السياقية والاجتماعية التي تتطلب فهمًا عميقًا للثقافة، بما يتجاوز التكنولوجيا والاقتصاد". وتشمل هذه العوامل القضايا بين الجنسين، والاحتياجات، والأهمية الثقافية للطعام، والمعتقدات الدينية والثقافية. كُشف عن دليل على تدخل حكومي واحد ناجح من قبل الصين التي نشرت، بين عامي 1980 و 1995، 172 مليون موقد طهي مُحسَّن. أثبت هذا الجهد نجاحًا أكبر بسبب إشراك المستخدمين المحليين، وخاصة النساء، الذين شاركوا في عملية التصميم والعمل الميداني.

## التدخل الأساسي للأطفال
يقضي الأطفال حتى سن الخامسة 90٪ من وقتهم في المنزل. على الصعيد العالمي، تُعزى 50٪ من وفيات الالتهاب الرئوي بين الأطفال دون سن الخامسة إلى الجسيمات المستنشقة من تلوث الهواء الداخلي. تستخدم العديد من المنازل حول العالم الوقود الصلب للطهي. تطلق هذه الأنواع من الوقود كميات كبيرة من أول أكسيد الكربون والجسيمات الدقيقة. قد تسبب هذه المهيجات الكيميائية عند استنشاقها حالات رئوية مختلفة تتراوح من سرطان الظهارة الرئوية أو عدوى الجهاز الرئوي الحاد.

## أمثلة البلدان
كينيا
أظهرت كينيا اعتبارًا من عام 2004 استعدادًا للتعامل مع قضايا طاقة الكتلة الحيوية على أساس أن الاستهلاك مرتبط بتلوث الهواء الداخلي والتدهور البيئي. تتضمن الاقتراحات المقدمة من برنامج الأمم المتحدة الإنمائي إنشاء مؤسسة تتعامل حصريًا مع طاقة الكتلة الحيوية من خلال تطوير مبادئ توجيهية للسياسة بشأن الحطب المستدام والفحم والكتلة الحيوية الحديثة مثل الوقود الأنظف والرياح والطاقة الشمسية والطاقة الكهرومائية الصغيرة. تعتمد الحلول قصيرة الأجل على استخدام الطاقة المحلية الأكثر كفاءة عن طريق مواقد الطهي المحسنة التي توفر خيارات بأسعار معقولة في المستقبل القريب أكثر من التحول الكامل إلى الوقود غير الصلب. تعتمد الحلول طويلة الأجل على الانتقال إلى أنواع الوقود الأنظف الحديثة ومصادر الطاقة البديلة ضمن سياسة دولية ووطنية واسعة وجدول أعمال اقتصادي. الدعم الحكومي للحلول طويلة الأجل ممكن كما يتضح من الجهود الحالية في زامبيا لتطوير سياسة لتعزيز الوقود الحيوي.
كينيا هي الرائدة عالميًا في عدد أنظمة الطاقة الشمسية المركبة لكل فرد (ولكن ليس عدد الواط المضافة). يُباع في كينيا سنويًا أكثر من 30000 لوح شمسي صغير، ينتج كل منها 12 إلى 30 واط. مقابل استثمار لا يزيد عن 100 دولار للوحة والأسلاك، يمكن استخدام النظام الكهروضوئي لشحن بطارية السيارة، والتي يمكن أن توفر الطاقة لتشغيل مصباح الفلورسنت أو تلفزيون صغير لبضع ساعات في اليوم. يتزايد عدد الكينيين الذين يعتمدون على الطاقة الشمسية كل عام بدلاً من التوصيل بشبكة الكهرباء في البلاد.
تمثل المعلومات التالية تدخلاً ناجحًا واحدًا يُعرف بمشروع كينيا للدخان والصحة (1998-2001) والذي شمل خمسين أسرة ريفية في منطقتين منفصلتين، كاجيادو وغرب كينيا. تم اختيار هذه المناطق بسبب اختلاف الآثار المناخية والجغرافية والثقافية. كانت المشاركة المجتمعية هي التركيز الأساسي لهذا المشروع، ونتيجة لذلك، أشار المشاركون إلى أن النتائج فاقت توقعاتهم بكثير. المجموعات النسائية المحلية، وفي حالة المشروع في غرب كينيا، شارك الرجال بنشاط. من خلال إشراك المستخدمين النهائيين، أدى المشروع إلى قبول واسع النطاق وخلق فائدة إضافية لتوفير الدخل المحلي.
تمت مناقشة ثلاث مداخلات رئيسية ونشرها؛ التهوية عن طريق توسيع النوافذ أو فتح مساحات الطنف، أو إضافة أغطية دخان فوق منطقة الطهي، أو خيار تركيب موقد طهي محسّن مثل موقد Upesi. شفاطات الدخان عبارة عن وحدات قائمة بذاتها تعمل مثل المداخن أو المداخن في جهودها لسحب الدخان من المسكن. يمكن استخدامها على الحرائق التقليدية المفتوحة وأظهرت هذه الدراسة أنها تساهم في انخفاض مستويات IAP بشكل كبير. تم تصنيع نماذج غطاء الدخان من ورق مانيلا الصلب ثم نقلها إلى صفائح معدنية ثقيلة الوزن وتصنيعها محليًا. نتج عن ذلك المزيد من فرص العمل للحرفيين الذين تم تدريبهم من قبل المشروع. تم تطوير موقد Upesi، المصنوع من الطين والحرق في الفرن، بواسطة براكتكال أكشن وشركاء شرق إفريقيا للاستفادة من نفايات الخشب والزراعية. نظرًا لأن هذا الموقد تم تصميمه وتكييفه وفقًا للاحتياجات المحلية، فقد أنتج العديد من الميزات الفائزة. لا يقتصر الأمر على خفض استخدام حطب الوقود إلى النصف تقريبًا، وتقليل التعرض للدخان المنزلي، بل إنه يمكّن أيضًا النساء المحليات من خلال خلق فرص عمل لأنهن من يصنعن المواقد ويسوقون لها. وتحصل هذه المجموعات النسائية على تدريب تقني في الإنتاج والتسويق وتتمتع بأجور أعلى وتحسن الوضع الاجتماعي نتيجة لإدخال هذا الموقد المحسن.
حقق العديد من الفوائد بما في ذلك تحسين الصحة؛ أهم جانب لكل من القرويين المعنيين. أبلغ الأشخاص عن حرارة داخلية أقل مما يسمح بنوم أفضل، وصداع أقل وتعب أقل، وتهيج أقل في العين وسعال ودوخة. زادت السلامة بسبب أغطية الدخان التي تمنع الماعز والأطفال من السقوط في النار ولوحظ انخفاض التلوث بالسخام، إلى جانب عدم دخول الثعابين والقوارض إلى المنزل. سمحت النوافذ بالقدرة على رؤية الماشية من الداخل، كما قللت من احتياجات الكيروسين بسبب تحسين الإضاءة الداخلية. بشكل عام، تحسنت البيئة الداخلية بشكل كبير من العديد من الأشياء البسيطة التي تعتبر من المسلمات في المنازل الغربية الحديثة. تسمح الإضاءة الداخلية الأكبر أيضًا بإدرار المزيد من الدخل للنساء حيث يمكنهن عمل زخرفة خرزية بجوار النافذة عندما لا يسمح الطقس بهذا العمل في الهواء الطلق. يستفيد الأطفال أيضًا من زيادة الإضاءة في الواجبات المنزلية.
تطورت العلاقات الشخصية بين النساء بسبب المشروع، ودعم الرجال بشكل أفضل مبادرة زوجاتهم عندما أفادت النتيجة أيضًا. في حين أن الجهود الأولية لتحسين المواقد كانت محدودة في النجاح، إلا أن الجهود الحالية أكثر نجاحًا بسبب الاعتراف بأن موارد الطاقة المحلية المستدامة "أساسية للحد من الفقر والجوع، وتحسين الصحة ... وتحسين حياة النساء والأطفال" يتمثل الهدف الأمثل قصير المدى في الحد من الفقر الريفي في توفير حلول غير مكلفة ومقبولة للسكان المحليين. لا يمكن أن تساهم المواقد فقط في هذا التدخل، ولكن استخدام الوقود الأنظف سيوفر أيضًا المزيد من الفوائد.
غواتيمالا
أثبتت مشاريع المواقد المحسنة المماثلة نجاحها في مناطق أخرى من العالم. عُثر على مواقد محسنة تم تركيبها كجزء من دراسة التعرض العشوائي للتلوث في الداخل ودراسة الآثار التنفسية (RESPIRE) في غواتيمالا مقبولة للسكان وتنتج فوائد صحية كبيرة لكل من الأمهات والأطفال. عانت الأمهات في مجموعة التدخل من انخفاض ضغط الدم وانخفاض في عدم الراحة في العين وآلام الظهر.  تم العثور أيضًا على أسر التدخل لديها مستويات أقل من الجسيمات الصغيرة وأول أكسيد الكربون. كان لدى الأطفال في هذه المنازل أيضًا معدلات أقل من الربو. تطور هذا البرنامج التجريبي الأولي إلى CRECER (الآثار التنفسية المزمنة للتعرض في مرحلة الطفولة المبكرة للمادة الجزيئية المرغوبة)، والتي ستحاول متابعة الأطفال في أسر التدخل لفترة زمنية أطول لتحديد ما إذا كانت المواقد المحسّنة تساهم أيضًا في تحسين الصحة على مدى فترة الطفولة المبكرة.
الهند
كما حقق البرنامج الوطني لتحسين Chulhas في الهند بعض النجاح في تشجيع استخدام المواقد المحسنة بين السكان المعرضين للخطر. بدأ هذا البرنامج في منتصف الثمانينيات من القرن الماضي، ويقدم إعانات لتشجيع العائلات على شراء chulhas التي تدوم لفترة أطول وتركيب مدخنة. أظهرت دراسة أجريت عام 2005 أن المواقد التي تحتوي على مداخن مرتبطة بانخفاض معدل الإصابة بإعتام عدسة العين لدى النساء. الكثير من المعلومات المتوفرة من الهند هي أكثر توصيفًا للقضية وهناك معطيات أقل متاحة من تجارب التدخل.
الصين
نجحت الصين بشكل خاص في تشجيع استخدام المواقد المحسنة، حيث رُكبت مئات الملايين من المواقد منذ بداية المشروع في أوائل الثمانينيات. استهدفت الحكومة عن قصد الأسر الريفية الفقيرة، وبحلول أواخر التسعينيات، كان ما يقرب من 75٪ من هذه الأسر تحتوي على "مطابخ محسنة". أظهر استعراض عام 2007 لـ 3500 أسرة تحسنًا في جودة الهواء الداخلي في منازل التدخل التي تتميز بتركيزات منخفضة من الجسيمات الصغيرة وأول أكسيد الكربون في الهواء المنزلي. تضمن البرنامج في الصين تدخلاً على نطاق واسع، لكن تكلفة المواقد كانت مدعومة بشكل كبير، لذا من غير المعروف ما إذا كان يمكن تكرار نجاحه.

## أنظر أيضا
- فقر الطاقة والطهي
- إنفيروفيت
- مشروع موقد غواتيمالا
- موقد الصاروخ
- كهربة الريف
- متلازمة البناء المرضي
- الطاقة المتجددة في الصين

## روابط خارجية
- صفحة منظمة الصحة العالمية على تلوث الهواء الداخلي
- مقال في الواشنطن بوست عن تلوث الهواء الداخلي في آسيا
- قصة IPS حول تكلفة الشراء داخل التطبيق على صحة المرأة
- العمل العملي
- 2 تشرين الثاني / نوفمبر هو اليوم العالمي للالتهاب الرئوي
- تلوث الهواء وتساقط الشعر نسخة محفوظة 24 أبريل 2023 على موقع واي باك مشين.